# Long xiong hu di
Long xiong hu di, em mandarim; Lung fong foo dai, em cantonês; ou Armour of God, título internacional em inglês; (br: A armadura de Deus / pt: ), é um filme de Hong Kong e da Iugoslávia de 1987, do gênero ação, dirigido por Jackie Chan.

## Sinopse
Vilões sequestraram a ex-namorada de Asian Hawk, um caçador de tesouros e aventuras, e atual namorada do seu amigo cantor, que não hesita em pedir sua ajuda para resgatá-la. Porém, eles devem primeiro encontrar a lendária "armadura de Deus", que torna invencível quem a usa.

## Elenco
- Jackie Chan .... Jackie
- Alan Tam .... Alan
- Rosamund Kwan .... Lorelei
- Lola Forner .... May
- Bozidar Smiljanic .... Bannon
- Ken Boyle .... grande sábio
- John Ladalski .... chefe lama
- Robert O'Brien .... médico feiticeiro

## Principais prêmios e indicações
Hong Kong Film Awards
- Indicado na categoria de Melhor Coreografia de Ação.